# Memo Gidley
José Guillermo Gidley, plus connu sous le nom de Memo Gidley, né le 29 septembre 1970 à La Paz au Mexique, est un pilote automobile américano-mexicain. Il participe à des épreuves d'endurance aux mains de voitures de Grand tourisme ou de Sport-prototypes dans des championnats tels que l'European Le Mans Series et l'IMSA Prototype Challenge.

## Palmarès

### Résultats enEuropean Le Mans Series
| Année | Écurie         | Voiture             | Moteur                        | Classe | 1     | 2   | 3   | 4   | 5   | 6   | Total | Pos. |
| ----- | -------------- | ------------------- | ----------------------------- | ------ | ----- | --- | --- | --- | --- | --- | ----- | ---- |
| 2022  | Rinaldi Racing | Ferrari 488 GTE Evo | Ferrari F154CB 3,9 l V8 Turbo | LMGTE  | LEC 1 | IMO | MON | BAR | SPA | POR | 25*   | 1re* |

* Saison en cours.